# Horocholyna
Horocholyna (ukrainisch Горохолина;  russisch Gorocholina, polnisch Horocholina) ist ein Dorf im Zentrum der ukrainischen Oblast Iwano-Frankiwsk mit etwa 2000 Einwohnern.
Am 12. Juni 2020 wurde das Dorf ein Teil neu gegründeten Siedlungsgemeinde Bohorodtschany im Rajon Iwano-Frankiwsk; bis dahin bildete es zusammen mit dem Dorf Horocholyn Lis (Горохолин Ліс) die Landratsgemeinde Horocholyna (Горохолинська сільська рада/Horocholynska silska rada) im Rajon Bohorodtschany.
Das Dorf wurde 1404 zum ersten Mal schriftlich erwähnt, bei der Ersten Teilung Polens kam der Ort 1772 zum neuen Königreich Galizien und Lodomerien des habsburgischen Kaiserreichs (ab 1804).

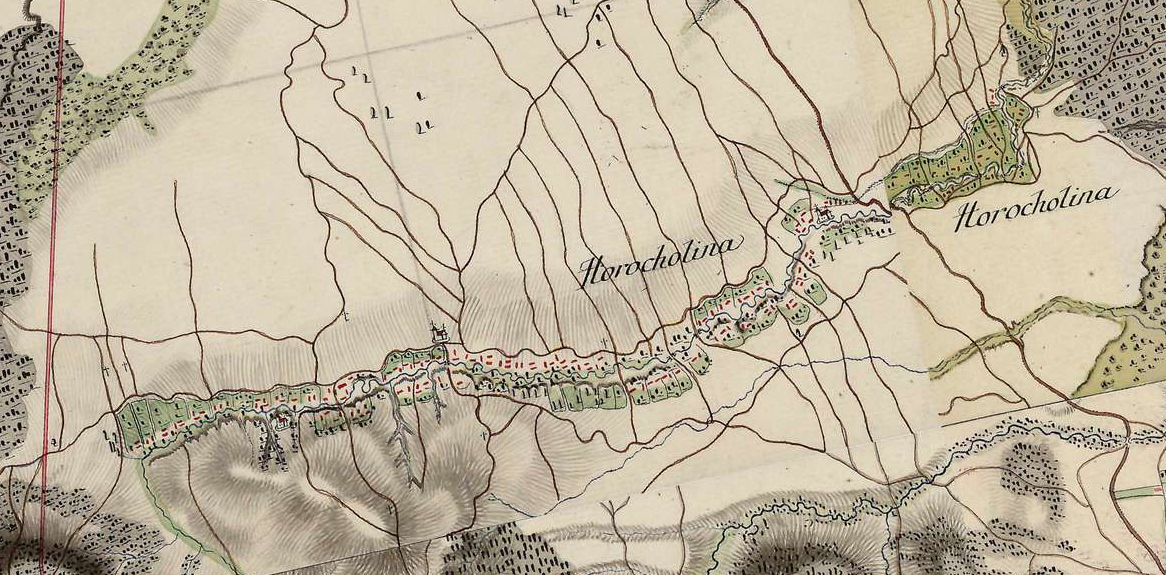
Horocholyna auf der österreichischen Karte von Friedrich von Mieg (1779–1783)

Im Jahr 1803 siedelten sich im Dorf 11 deutsche Familien (49 Personen) aus der Rheinpfalz/Regensburg an.
Im Jahre 1900 hatte die Gemeinde Horocholina 580 Häuser mit 3422 Einwohnern, davon waren 3072 Ruthenischsprachige, 323 Deutschsprachige, 26 Polnischsprachige, 3073 waren griechisch-katholisch, 81 römisch-katholisch, 70 jüdischer Religion, 198 anderen Glaubens.
Nach dem Ende des Polnisch-Ukrainischen Kriegs 1919 kam die Gemeinde zu Polen. Im Jahre 1921 hatte Horocholina 657 Häuser mit 3302 Einwohnern, davon waren 2937 Ruthenen, 199 Deutsche, 108 Polen, 58 Juden (Nationalität), 2957 waren griechisch-katholisch, 198 evangelisch, 89 römisch-katholisch,  58 jüdischer Religion.
1937 zählte die evangelische Filialgemeinde von Stanislau in Horocholina 278 Seelen.
Zu Beginn des Zweiten Weltkriegs gehörten die Gemeinden nach der sowjetischen Besetzung Ostpolens zunächst zur Sowjetunion und nach dem Überfall der Wehrmacht auf die Sowjetunion ab 1941 zum Generalgouvernement. 1945 kam die Ortschaft wieder zur Ukrainischen SSR innerhalb der Sowjetunion und nach deren Zerfall 1991 zur unabhängigen Ukraine.

## Persönlichkeiten
- Miguel Mykycej (1934–2017), ukrainischer griechisch-katholischer Geistlicher und Bischof von Santa María del Patrocinio en Buenos Aires;